# Sappada
Sappada (Plodn en el dialecto local de base alemana-tirolesa) es una localidad de 1.355 habitantes de la provincia de Údine. Está subdivida en 15 aldeas, algunas de ellas son muy antiguas que tienen origen en las primeras familias que, provenientes de Austria, habitaron el valle.

## Geografía
Sappada está a 1.250 m s. n. m. en la extremidad oriental de los Dolomitas, oasis de la lengua austriaca en los límites del Véneto, Carnia y Austria.
El pueblo se extiende en dirección este-oeste sobre todo el valle atravesado por el río Piave, que surge en el propio territorio municipal a 1800 m s. n. m. en las faldas del monte Peralba.
Sappada está rodeada de majestuosos macizos dolomíticos, el paisaje es característico de los verdes pastos y los bosques de coníferas; numerosas cascadas y lagunas alpinas.
Junto al Peralba, que con sus 2694 m s. n. m. es la segunda cima de los Alpes Cárnicos, las cimas principales son el Pic Cjadenis (m s. n. m. 2490); el Monte Lastroni (2450 m s. n. m.); el Monte Chiadenis (2454); el Monte Ferro (2020) y el Monte Siera.

## Hechos históricos
Los orígenes de Sappada son inciertos, la hipótesis más probable es que en el siglo XI, algunas familias provenientes de Innervilgratten (en la actual Austria), se instalaron en el valle con la autorización del patriarca y el derecho a pago de una suma anual.
El valle en esa época estaba deshabitada e inculta: Los sapadinos iniciaron una paciente obra de deforestación y cultivo; en breve nace un pequeño burgo constituido de características casas de madera en la soleada vertiente norte del valle. En torno al pueblo, verdes pastos para la cría de vacas, campos de trigo, avena y leguminosas.
En 1500, junto a la actividad agrícola y de pastoreo prosperaba también el comercio de la leña, gracias a la fuerte demanda de leña para construir barcos para Venecia. Fue un periodo próspero y tranquilo.
Después de un breve periodo de dominación francesa, en 1814 Sappada fue ocupada por los austríacos a los cuales se debe la primera escuela y algunas obras públicas.
En 1852 Sappada pasaba de la provincia de Údine a la de Belluno que a su vez, algunos años después era anexionada a Italia en (1866).
Durante la Primera Guerra Mundial sucedieron muchas batallas sobre las montañas circundantes y se pueden hallar todavía restos de tales encuentros.
En el periodo de entreguerras a causa de la falta de trabajo muchos habitantes de Sappada emigraron al extranjero.
Después de la Segunda Guerra Mundial el desarrollo del turismo también cambió la economía del pueblo, y muchos emigrantes volvieron a casa para dedicarse a la actividad terciaria.

## Sappada hoy
Sappada es una amena localidad montañesa, que conserva las tradiciones antiguas: de las características casas de madera, la artesanía local y a la producción de quesos y embutidos típicos.
No obstante aunque sea una renombrada localidad turística invernal o veraniega, no ha sido "invadida" por el turismo masivo que sin embargo abarrotan las vecinas localidades vénetas; el ambiente que circunda Sappada está ahora libre de contaminación y esto se refleja positivamente en la flora y fauna que viven en el valle.
En Sappada se habla 'Plodarisch' o el Sappadino, un dialecto bávaro-tiroles que ha permanecido igual durante siglos y ha sido objeto de estudios con gran fama en la lingüística internacional que ha llamado la atención.

## Evolución demográfica
| Gráfica de evolución demográfica de Sappada entre 1861 y 2001 |
|                                                               |
| Fuente ISTAT - elaboración gráfica de Wikipedia               |